# Théorème de Nernst

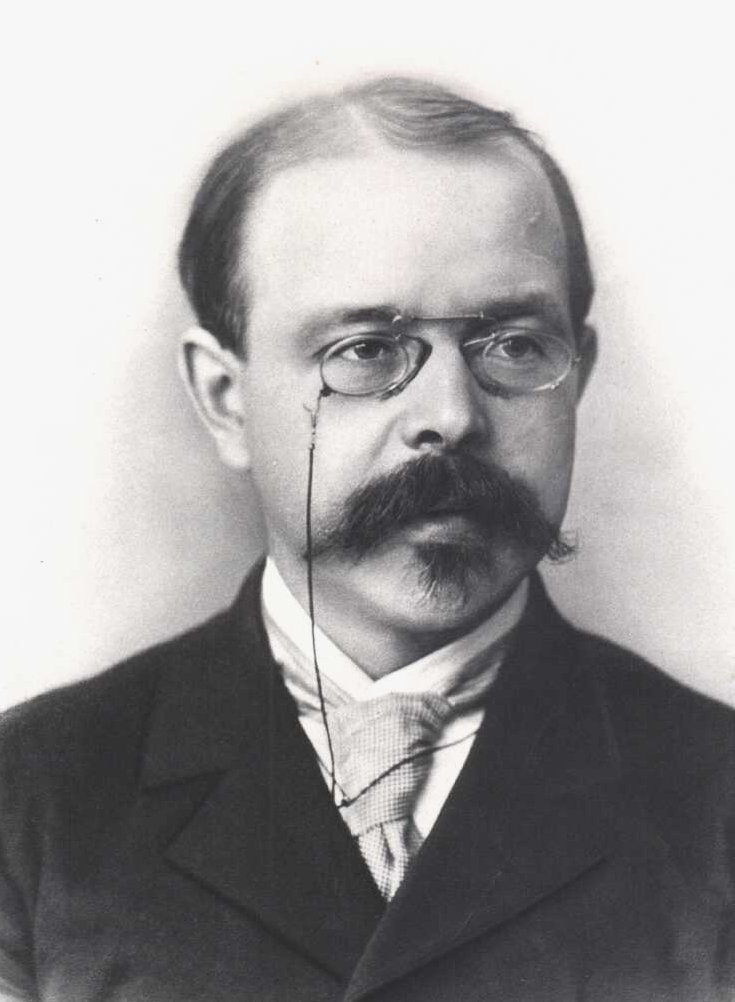
Walther Nernst, découvreur du théorème.

Le théorème de Nernst est un théorème de thermodynamique statistique. Il correspond au principe de Nernst en thermodynamique classique. La différence dans l'appellation provient du fait qu'en thermodynamique statistique le théorème de Nernst se déduit de l'équation de Boltzmann.
Découvert en 1906, il s'exprime ainsi : « L'entropie d'un système quelconque peut toujours être prise égale à zéro à la température du zéro absolu ». Lorsque Nernst formule ce théorème, il indique qu'il ne s'applique qu'à des systèmes cristallins. Il a toutefois été généralisé aux liquides, aux solides et aux gaz, trois types de systèmes macroscopiques. Le théorème ne s'applique pas aux systèmes quantiques.

## Démonstration
En effet, dans l'équation de Boltzmann donnant l'entropie :
{\displaystyle \qquad S=k\cdot \ln {w}}
Si nous considérons un cristal à la température du zéro absolu, la position des particules les unes par rapport aux autres est parfaitement définie de façon unique. Par conséquent, il n'y a qu'une seule complexion possible pour un système cristallin au zéro absolu. Le nombre de complexions {\displaystyle w} est donc égal à 1. Ce qui entraîne que l'entropie {\displaystyle S} est égale à 0.